# Мирто (митологија)
Мирто (грч. Μυρτώ) је у грчкој митологији било име више личности. 

## Митологија
- Према Паусанији и Аполонију са Рода, била је жена према којој је Миртојско море добило назив.[1] Она је једна од могућих Миртилових мајки.[2]
- Менетијева кћерка и Патроклова сестра, која је са Хераклом имала кћерку Еуклеју.[1]
- Мирто се помиње и као менада, која је пратила Диониса током рата у Индији.[3]